# Iván Anderson
Iván Alejandro Anderson Hernández (Ciudad de Panamá, Panamá; 24 de noviembre de 1997) es un futbolista panameño que juega como defensa en el Club Deportivo Marathón de la Liga Nacional de Fútbol de Honduras.

## Trayectoria

### Tauro FC
Se formó en las categorías inferiores del Tauro FC y su debut profesional en la Primera División de Panamá el 24 de enero de 2018 en la victoria 1 a 3 contra el Santa Gema FC en el Estadio Agustín Muquita Sánchez siendo titular y jugó hasta el minuto 87. Quedó subcampeón de la LPF Clausura 2018 en donde perdió la final 1 a 0 contra el CA Independiente en el Estadio Rommel Fernández en donde fue titular y jugó hasta el minuto 46, en dicho torneo jugó 11 partidos y anotó 1 gol. En la Liga Concacaf 2018 jugó 3 partidos y anotó 1 gol llegando hasta las semifinales en donde fueron eliminados por un marcador global de 3 a 2 contra el Fútbol Club Motagua en donde jugó 1 partido. Salió campeón del Torneo Apertura 2018 en donde ganaron la final 1 a 2 contra el Costa del Este FC en el Estadio Rommel Fernández en donde fue titular y jugó hasta el minuto 105, en dicho torneo jugó 11 partidos. En el Torneo Clausura 2019 jugó 19 partidos y anotó 2 goles llegando hasta las semifinales en donde fue eliminado en un marcador global de 2 a 1 contra el San Francisco FC en donde jugó los 2 partidos. En la Liga Concacaf 2019 jugó 2 partidos en donde fueron eliminados en los octavos de final en un marcador global de 1 a 2 contra el Alianza Fútbol Club en donde jugó los 2 partidos. Salió campeón del Torneo Apertura 2019 en donde ganaron 0 a 2 contra el Costa del Este FC en el Estadio Rommel Fernández en donde fue suplente y entró al minuto 65 por Irving Gudiño, en dicho torneo jugó 11 partidos y anotó 2 goles. En el Torneo Apertura 2020 solo jugó 6 partidos porque no se terminó de jugar por el COVID 19. En la Liga Concacaf 2020 jugó 1 partido en donde fueron eliminados en los octavos de final en un marcador 1 a 2 contra el Forge FC en donde fue titular y jugó todo el partido. En el Torneo Clausura 2020 jugó 10 partidos en donde fueron eliminados en los semifinales en un marcador global de 2 a 4 contra el San Francisco FC en donde jugó los 2 partidos.

### CD Universitario
El 23 de enero de 2021 fue anunciado como nuevo jugador del Club Deportivo Universitario. Hizo su debut con el club el 21 de febrero de 2021 en la victoria 1 a 5 contra el Veraguas CD en el Estadio de Atalaya en donde fue titular y jugó todo el partido. Quedó subcampeón del Torneo Apertura 2021 en donde perdió la final 1 a 2 contra el CD Plaza Amador en el Estadio Universitario en donde fue titular y jugó todo el partido, en dicho torneo jugó 18 partidos y anotó 2 goles. En la Liga Concacaf 2021 jugó 2 partidos en donde quedaron eliminados en los octavos de final en un marcador global de 3 a 2 contra el Fútbol Club Motagua en donde jugó en los 2 partidos. En el Torneo Clausura 2021 jugó 14 partidos y anotó 2 goles en donde quedaron en la cuarta posición en la conferencia oeste quedándose a un paso de los playoff.

### Monagas SC
El 8 de enero de 2022 fue cedido por el CD Universitario  al Monagas SC. Hizo su debut con el club el 26 de febrero de 2022 en la victoria 1 a 3 contra los Mineros de Guayana en el Estadio Cachamay en donde fue suplente y entró al minuto 61 por Andrés Romero. En la Copa Libertadores 2022 jugó 2 partidos en donde quedaron eliminados en la fase clasificatoria en un marcador global de 1 a 3 contra el Everton de Viña del Mar en donde jugó en los 2 partidos. Quedó subcampeón de la Primera División de Venezuela 2022 en donde jugó 25 partidos y anotó un gol. El 14 de enero de 2023 el Monagas compra su ficha hasta el año 2025. En la Copa Libertadores 2023 jugaron cinco partidos quedando eliminados en la fase de grupos en donde quedaron últimos en el grupo F. En la Primera División de Venezuela 2023 jugó 23 partidos en donde quedaron en la undécima posición en la fase regular.

### Fortaleza CEIF
El 9 de enero de 2023 fue anunciado como nuevo jugador del Fortaleza CEIF cedido por el Monagas SC. Debutó con el club el 20 de enero de 2024 en la victoria 1 a 2 contra el Deportes Tolima en el Estadio Manuel Murillo Toro en donde fue suplente y entró al minuto 71 por Nicolás Rodríguez. En el Torneo Apertura 2024 jugó 14 partidos en donde quedaron en la décima tercera posición en la fase todos contra todos.

## Selección nacional

### Categorías inferiores
Ha sido convocado por selección Sub-22 de Panamá para disputar los Juegos Panamericanos de 2019 en donde jugó 4 partidos quedando de quinto lugar en donde le ganaron 4 a 0 a Jamaica en el Estadio de la Universidad Nacional Mayor de San Marcos en donde fue titular y jugó hasta el minuto 43.

### Selección absoluta
Hizo su debut con la selección absoluta el 28 de enero de 2019 en la derrota 3 a 0 contra Estados Unidos en un partido amistoso en el State Farm Stadium en donde fue suplente y entrando al minuto 46 por Guillermo Benítez. Fue subcampeón de la Copa Oro 2023 en donde perideron la final 1 a 0 contra México en el SoFi Stadium en donde fue suplente y entró al minuto 62 por Eric Davis, en donde entró en la convocatoria por la lesión de Michael Murillo y César Blackman, en dicha copa jugó 2 partidos y anotó 1 gol. En la Liga de Naciones de la Concacaf 2023-24 jugó 3 partidos en donde quedaron en el cuarto lugar tras perder 0 a 1 contra Jamaica en el AT&T Stadium en donde fue titular y jugó todo el partido. En la Copa América 2024 fue suplente en toda la copa en donde fueron eliminados en los cuartos de final en donde perdieron 5 a 0 contra Colombia en el State Farm Stadium en donde suplente en el partido.

### Participaciones en selección nacional
| Copa                      | Categoría | Sede                  | Resultado        | Partidos | Goles |
| ------------------------- | --------- | --------------------- | ---------------- | -------- | ----- |
| Juegos Panamericanos 2019 | Sub-22    | Perú                  | Quinto lugar     | 4        | 0     |
| Copa Oro 2023             | Mayor     | Estados Unidos Canadá | Subcampeón       | 2        | 1     |
| Liga de Naciones 2023-24  | Mayor     | Concacaf              | Cuarto lugar     | 3        | 0     |
| Copa América 2024         | Mayor     | Estados Unidos        | Cuartos de final | 0        | 0     |
| Liga de Naciones 2024-25  | Mayor     | Concacaf              | Subcampeón       | 1        | 0     |

### Goles internacionales
| Goles internacionales | Goles internacionales | Goles internacionales                         | Goles internacionales | Goles internacionales | Goles internacionales | Goles internacionales |
| Núm.                  | Fecha                 | Lugar                                         | Rival                 | Gol                   | Resultado             | Competición           |
| --------------------- | --------------------- | --------------------------------------------- | --------------------- | --------------------- | --------------------- | --------------------- |
| 1                     | 12 de julio de 2023   | Snapdragon Stadium, San Diego, Estados Unidos | Estados Unidos        | 0-1                   | 1-1                   | Copa Oro 2023         |

## Clubes
| Club                    | País      | Año       |
| ----------------------- | --------- | --------- |
| Tauro FC                | Panamá    | 2018-2021 |
| CD Universitario        | Panamá    | 2021-2022 |
| Monagas SC              | Venezuela | 2022-2023 |
| Fortaleza CEIF (Cedido) | Colombia  | 2024      |
| Club Deportivo Marathón | Honduras  | 2025-     |

## Palmarés

### Títulos nacionales
| Título           | Club     | País   | Año    |
| ---------------- | -------- | ------ | ------ |
| Primera División | Tauro FC | Panamá | 2018-A |
| Primera División | Tauro FC | Panamá | 2019-A |